# Jelena Tieriechowa
Jelena Tieriechowa (ros. Елена Юрьевна Терехова, ur. 5 lipca 1987 w Woroneżu) – rosyjska piłkarka grająca na pozycji napastnika, zawodniczka Eniergiji Woroneż i reprezentacji Rosji, uczestniczka Mistrzostw Europy w Piłce Nożnej Kobiet 2009.